# Many Farms
Many Farms (navaho Dáʼákʼeh Halání) és una concentració de població designada pel cens dels Estats Units a l'estat d'Arizona. Segons el cens del 2000 tenia 1.548 habitants.

## Demografia
Segons el cens del 2000, Many Farms tenia 1.548 habitants, 433 habitatges, i 313 famílies La densitat de població era de 72,7 habitants/km².
Dels 433 habitatges en un 48,7% hi vivien nens de menys de 18 anys, en un 44,6% hi vivien parelles casades, en un 23,1% dones solteres, i en un 27,7% no eren unitats familiars. En el 24,9% dels habitatges hi vivien persones soles el 2,5% de les quals corresponia a persones de 65 anys o més que vivien soles. El nombre mitjà de persones vivint en cada habitatge era de 3,58 i el nombre mitjà de persones que vivien en cada família era de 4,39.
Per edats la població es repartia de la següent manera: un 42,4% tenia menys de 18 anys, un 9,6% entre 18 i 24, un 26,7% entre 25 i 44, un 18,2% de 45 a 60 i un 3,2% 65 anys o més.
L'edat mediana era de 23 anys. Per cada 100 dones de 18 o més anys hi havia 91,8 homes.
La renda mediana per habitatge era de 30.089 $ i la renda mediana per família de 31.316 $. Els homes tenien una renda mediana de 32.566 $ mentre que les dones 25.945 $. La renda per capita de la població era de 9.995 $. Aproximadament el 28,2% de les famílies i el 31,7% de la població estaven per davall del llindar de pobresa.
Segons el cens dels Estats Units del 2010 el 88,37% són nadius americans, el 7,82% blancs, el 0,32% afroamericans i el 0,13% asiàtics. El 2,07% de la població són hispànics.

## Poblacions més properes
El següent diagrama mostra les poblacions més properes.